# 香道御家流桂雪会
香道御家流桂雪会（こうどうおいえりゅうけいせつかい）は、香道流派の一つ。

## 概要
1963年（昭和38年）、一色利厚（梨郷)師門下の、ホテルオークラの創業者、大倉喜七郎夫人である大倉華桂と英文学者の原田治郎夫人である原田聴雪を中心に、沖田武子・神保博行（中央大学名誉教授 文博）・江平達哉等30名程の香人が集まって発足。名称の「桂雪」は、二人の雅号である「華桂」と「聴雪」にちなむ。会発足の翌1964年（昭和39年）から、会員の勉強と親睦の為、機関紙『桂雪』を刊行。
毎年、1月に「初会」、5月に「百炷香会」、10月に「秋の香筵」を開催。
2014年（平成26年）、一般社団法人香道御家流桂雪会が設立された。
2022年8月時点で、会長は熊坂久美子（沖田武子の妹）、副会長は伊藤香夜子、理事長は安藤裕子である。